# Provincias de Gabón
Gabón está dividido en nueve provincias:
| N.º En el Mapa | Provincia       | Capital     | Población (2013) | Área (km2) | Densidad hab/km2 |
| -------------- | --------------- | ----------- | ---------------- | ---------- | ---------------- |
| 1              | Estuaire        | Libreville  | 895 689          | 20 740     | 43.19            |
| 2              | Haut-Ogooué     | Franceville | 250 799          | 36 547     | 6.86             |
| 3              | Moyen-Ogooué    | Lambaréné   | 69 287           | 18 535     | 3.74             |
| 4              | Ngounié         | Mouila      | 100 838          | 37 750     | 2.67             |
| 5              | Nyanga          | Tchibanga   | 52 854           | 21 285     | 2.48             |
| 6              | Ogooué-Ivindo   | Makokou     | 63 293           | 46 075     | 1.37             |
| 7              | Ogooué-Lolo     | Koulamoutou | 65 771           | 25 380     | 2.59             |
| 8              | Ogooué-Maritime | Port-Gentil | 157 562          | 22 890     | 6.88             |
| 9              | Woleu-Ntem      | Oyem        | 154 986          | 38 465     | 4.03             |
|                | Gabón           | Libreville  | 1,811,079        | 267,667    | 6.77             |